# Torneo de Cluj-Napoca II 2021
El Transylvania Open 2021 fue un torneo de tenis jugado en canchas duras bajo techo. Fue la 1.ª edición del Transylvania Open, y formó parte del circuito WTA 250 del WTA Tour 2021. Se llevó a cabo en el BT Arena, Rumania, del 25 al 31 de octubre de 2021.

## Distribución de puntos
| Modalidad           | Campeona | Finalista | Semifinales | Cuartos de final | 2ª ronda | 1ª ronda | Clasificadas | 3ª ronda de clasificación | 2ª ronda de clasificación | 1ª ronda de clasificación |
| Individual femenino | 280      | 180       | 110         | 60               | 30       | 1        | 18           | 14                        | 10                        | 1                         |
| Dobles femenino     | 280      | 180       | 110         | 60               | -        | 1        | -            | -                         | -                         | -                         |

## Cabezas de serie

### Individuales femenino
| Tenista            | Ranking | Preclasificado |
| Simona Halep       | 19      | 1              |
| Anett Kontaveit    | 20      | 2              |
| Emma Raducanu      | 24      | 3              |
| Jil Teichmann      | 39      | 4              |
| Ajla Tomljanović   | 43      | 5              |
| Marta Kostyuk      | 53      | 6              |
| Irina-Camelia Begu | 56      | 7              |
| Anhelina Kalinina  | 57      | 8              |

- Ranking del 18 de octubre de 2021[2]

### Dobles femenino
| Tenistas                             | Ranking | Preclasificados |
| Kaitlyn Christian Erin Routliffe     | 107     | 1               |
| Aleksandra Krunić Lesley Kerkhove    | 123     | 2               |
| Monica Niculescu Elena-Gabriela Ruse | 140     | 3               |
| Anna Danilina Ulrikke Eikeri         | 153     | 4               |

## Campeonas

### Individual femenino
Anett Kontaveit venció a  Simona Halep por 6-2, 6-3

### Dobles femenino
Irina Bara /  Ekaterine Gorgodze vencieron a  Aleksandra Krunić /  Lesley Kerkhove por 4-6, 6-1, [11-9]